# 七尾旅人
七尾 旅人（ななお たびと、1979年8月20日 - ）は、日本のシンガーソングライター。高知県高知市出身。

## 略歴
1998年
伊藤銀次プロデュースのCamplabel（キャンプレーベル）からシングル「オモヒデ オーヴァ ドライヴ」でデビュー。
1999年
1stアルバム『雨に撃たえば…!disc2』をリリース。その後、小林武史が立ち上げたZONE LABELに加わる。レーベルが解消した後は、インディーズで活動を開始。
2002年
2枚組アルバム『ヘヴンリィ・パンク:アダージョ』をWONDERGROUND MUSICよりリリース。
2003年
アルバム『ひきがたりものがたりvol.1蜂雀(ハミングバード)』をリリース。
2007年
9月11日、アメリカ同時多発テロ事件をモチーフに製作された3枚組のアルバム『911FANTASIA』をリリース。
2009年
9月16日、七尾旅人×やけのはら名義でシングル『Rollin' Rollin'』をリリース。
2010年
アルバム『billion voices』をリリース。
2011年
3月17日より、開発に携わって来た自力音源配信ウェブサービスDIY STARSを使って【DIY HEARTS 東北関東大震災義援金募集プロジェクト】を開始。
2018年
12月11日、六本木Super Deluxeにて〔犬たちのためのコンサート〕を開催。
12月12日、アルバム『Stray Dogs』をリリース。
2020年
3月、WOWOWオリジナルドラマ『有村架純の撮休』（全8話）の音楽を担当。
2021年
6月5日 - 26日、KAAT神奈川芸術劇場で上演された、岡田利規の作・演出による舞台『未練の幽霊と怪物―「挫波」「敦賀」―』に謡手として出演する。
8月22日、困窮しているCOVID19の自宅療養者に対し、食料等を配送するフードレスキューを始める。これをきっかけに七尾以外にも自主的にフードレスキューを始める者が出てくる。
2022年
アルバム『Long Voyage』をリリース。
2023年
- 9月23日、高知県出身の植物学者・牧野富太郎の軌跡を辿るドキュメンタリー番組「牧野富太郎の大冒険〜天空の花園と神秘の森 愛と情熱！植物探求の旅を追体験！」に出演。音楽活動以外の理由でテレビ出演を快諾したのは初めてである。また、牧野博士をイメージして5年ほど前に作曲した未発表曲「名もなき花は」を今回の放送に合わせ正式に録音。その音源が番組内で使用される[4]。

### 企画
自身のライフワークと位置づけ全国各地で開催してきた弾き語り独演会「歌の事故」、全共演者と立て続けに即興対決を行う「百人組手」の二つの自主企画を軸に、各地のフェス、イベント、Ustreamでも活動している。

## ディスコグラフィ

### 参加作品
| 発売日         | タイトル                                                       | 規格品番          | 収録曲 | 備考                               |
| -------------- | -------------------------------------------------------------- | ----------------- | --- | ---------------------------------- |
| 2000年8月23日  | WINO『Sullen Days』                                            | VICL-35168        | 1.Sullen Days | コーラスで参加                     |
| 2001年10月31日 | 川本真琴『ブロッサム』                                         | ARCL-205          | | プロデュース                       |
| 2002年3月27日  | atami『doppler』                                               | CTCR-18036        | 2.Doppler (feat. 七尾旅人) | ゲストボーカルとして参加           |
| 2002年10月9日  | 古明地洋哉『hallelujah』                                       | MDCL-1430         | 10.春の嵐(apartment #1) | ゲストボーカルとして参加           |
| 2002年12月5日  | ワールズ・エンド・ガールフレンド 『dream's end come true』     | CXCA-1118         | 3.all imperfect love song | ボーカルとして参加                 |
| 2003年4月20日  | 空気公団『こども』                                             | COAR-0021         | 2.音階小夜曲 | ゲストボーカルとして参加           |
| 2003年12月3日  | 国府達矢『ロック転生』                                         | WRD-8             | | コーラスで参加                     |
| 2004年4月21日  | 石野卓球『TITLE#2+#3』                                         | KSCL-859          | 6.Starlights In Sunshine | ゲストボーカルとして参加           |
| 2005年6月29日  | 電気グルーヴ×スチャダラパー 『電気グルーヴとかスチャダラパー』 | KSCL-844 KSCL-846 | 1.聖☆おじさん 6.英数/かな | ゲストボーカルとして参加           |
| 2005年12月9日  | Hulot『Deco』                                                  | USB-004CD         | 2.Stairway | ボーカルとして参加                 |
| 2006年8月23日  | DISCO TWINS『TWINS DISCO』                                     | KSCL-1038         | 6.∞あわせKAGAMIの現実∞ SUNSET/SUNRISE feat.オオヤユウスケ | 作詞                               |
| 2008年12月20日 | Perfect! -Tokyo Independent Music-                             | ROSE-0072         | 15.LAST DATE |                                    |
| 2010年8月4日   | FPM『VERSUS. "JAPANESE ROCK VS FPM"』                          | AVCD-38079        | 20.検索少年 |                                    |
| 2010年9月8日   | モテキ的音楽のススメ〜土井亜紀・林田尚子盤                     | AICL-2163         | 11.Rollin' Rollin' / 七尾旅人×やけのはら |                                    |
| 2010年12月8日  | cro-magnon『joints』                                           | LACD-0207         | 3.Fading Echo feat. 七尾旅人 |                                    |
| 2010年12月15日 | DJ ISSO『BEST OF JPN HIP HOP HITS 2010』                       | LEXCD-10016       | 16.BREAK BOY IN THE DREAM / 環ROY feat.七尾旅人 22.ROLLIN’ROLLIN’ / 七尾旅人×やけのはら                                                                                     |                                    |
| 2011年3月30日  | DJ BAKU 『POPGROUP Presents KAIKOO "Human Being"』             | POP-128           | 1.INTRO / human being / 七尾旅人 29.あかり from HERE 〜NO MUSIC, NO LIFE.〜 / クラムボン feat. THA BLUE HERB Shout Out by 七尾旅人 30.Rollin' Rollin' / 七尾旅人×やけのはら |                                    |
| 2011年4月13日  | Salyu×Salyu『s(o)un(d)beams』                                  | TFCC-86345        | 3.Sailing Days 7.レインブーツで踊りましょう | 作詞                               |
| 2011年4月20日  | Grand Gallery Japan Presents VELVET SONGS                      | XQKF-1001         | 1.ベルベット・イースター<荒井由実> |                                    |
| 2012年5月23日  | 東京こんぴ 藍盤                                                | VICL-63874        | 12.1979、東京 |                                    |
| 2014年3月5日   | GAGLE『VG+』                                                   | JSPCDK-1020       | 16.聞えるよ feat. 七尾旅人 |                                    |
| 2014年3月12日  | 三浦康嗣『WORK』                                               | RZCM-59532        | DISC1-7.Break Boy in the Dream feat.七尾旅人 |                                    |
| 2014年4月9日   | SHIBUYA OIRAN WARM UP MUSIC                                    | OTLCD-2040        | 1. サーカスナイト (Seaside Magic of L&B) |                                    |
| 2018年1月10日  | V.A.『MAN HUMAN / 今夜だけ』                                   | KSCL-6302         | 2.今夜だけ | ボーカルとして参加                 |
| 2021年5月12日  | J.A.K.A.M., 七尾旅人『Prometheus』                             |                   | Prometheus |                                    |
| 2023年10月18日 | 「キリエのうた」オリジナル・サウンドトラック ～路花～          | AVCD-96827        | Midnight Zoo (天王寺動物園 2011) 音痴の聖歌 | 御手洗礼（七尾旅人）名義として参加 |
| 2024年12月18日 | Salyu 20th Anniversary Tribute Album "grafting"                | TFCC-81115〜6     | 飽和 |                                    |

### その他楽曲
ライブ等で演奏されるものでは『ヘヴンリィパンク・アダージョ』『さいはて』『空が落ちてきたら』『キマイラ』『ゾンビ』『男娼ネリ第26夜シーン9』などがある。

## ミュージックビデオ
| 監督                             | 曲名                                             |
| -------------------------------- | ------------------------------------------------ |
| 木村豊                           | 「耳打ちせずにいられないことが」                 |
| GROUNDRIDDIM                     | 「サーカスナイト」「湘南が遠くなっていく」       |
| GROUNDRIDDIM feat.Ayako Hisinuma | 「Rollin' Rollin'」「どんどん季節は流れて」      |
| 最後の手段                       | 「検索少年」                                     |
| 中西義久                         | 「エンゼル・コール」「夜、光る。」               |
| ひらのりょう                     | 「TELE〇POTION」                                 |
| 村尾輝忠 & 大原大次郎            | 「911 fantasia〜Introduction Movie〜」           |
| 不明                             | 「コーナー」「ココロはこうして売るの」「萌の歯」 |

## タイアップ
| 曲名                 | タイアップ                                                       |
| -------------------- | ---------------------------------------------------------------- |
| TELE〇POTION         | 映画『ニシノユキヒコの恋と冒険』主題歌                           |
| メヌエット           | ちふれTVCM『ちふれ ポイントメイク 自由篇』（15秒）               |
| Drive into The Light | FODオリジナルドラマ『僕の手を売ります』主題歌                    |
| ルパン三世主題歌II   | DMM TV WEB配信アニメ『LUPIN ZERO』（ルパン ゼロ） エンディング曲 |

## 出演

### イベント
- 2003年07月27日 - FUJI ROCK FESTIVAL 2003
- 2005年08月27日 - METAMORPHOSE 2005
- 2007年07月28日 - FUJI ROCK FESTIVAL 2007
- 2009年08月07日,08日 - SUMMER SONIC 2009
- 2009年08月01日 - ROCK IN JAPAN FESTIVAL 2009
- 2010年08月14日 - RISING SUN ROCK FESTIVAL 2010 in EZO
- 2010年08月29日 - SPACE SHOWER SWEET LOVE SHOWER 2010 -15th Anniversary-
- 2010年09月04日 - METAMORPHOSE 2010
- 2011年05月05日 - JAPAN JAM 2011
- 2011年05月22日 - MDT FESTIVAL 2011
- 2011年06月04日 - TAICOCLUB '11
- 2011年08月13日 - RISING SUN ROCK FESTIVAL 2011 in EZO(「向井秀徳+七尾旅人」で出演)
- 2011年08月27日 - ARABAKI ROCK FEST.11
- 2012年04月21日 - KAIKOO POPWAVE FESTIVAL 2012
- 2012年06月30日 - ジェシー・ハリス サブ・ローサ　ジャパン・ツアー
- 2012年07月08日 - NO NUKES 2012
- 2012年08月11日 - FREEDOMMUNE 0＜ZERO＞ A NEW ZERO 2012
- 2012年08月18日,19日 - SUMMER SONIC 2012
- 2012年08月31日 - サンセットライブ 2012
- 2012年09月02日 - SPACE SHOWER SWEET LOVE SHOWER 2012
- 2012年09月13日 - 大宮エリーの挑戦「私も奏でていいですか?」
- 2012年10月07日 - 朝霧JAM 2012
- 2012年11月03日 - 早稲田祭「UBC-jam vol.26 無知とPOP」
- 2012年11月28日 - さかいゆう"さかいの湯"vol.2 with 七尾旅人
- 2013年01月23日 - オトナの!フェス OTO-NANO FES
- 2013年02月17日 - 豪雪JAM2013
- 2013年03月17日 - MUSIC CUBE 13
- 2013年04月09日 - HOBO CONNECTION 2013 〜HOBO SPECIAL〜
- 2013年04月10日 - RADIO CLASH PRESENTS 『Under one roof』
- 2013年04月28日 - ARABAKI ROCK FEST.13
- 2013年05月07日 - PROPAGANDA TOKYO presents 七尾旅人×櫻井響×CANTUS〜
- 2013年06月09日 - SAKAE SP-RING 2013
- 2013年07月20日 - JOIN ALIVE 2013
- 2013年07月28日 - FUJI ROCK FESTIVAL 2013
- 2013年07月31日 - 音霊 OTODAMA SEA STUDIO 2013 「SUNSET BEACH 2013」
- 2013年09月15日 - 大宴会in南会津 2013
- 2013年11月10日 - 第8回渋谷音楽祭
- 2013年12月01日 - V.I.I.Mproject KYOTO/OSAKA001
- 2014年02月22日 - OTOTOTABI 2014
- 2014年03月15日 - alternative tokyo
- 2014年05月10日 - 森、道、市場 2014 〜フランシスコの海へ〜
- 2014年05月25日 - NICE TIME 2014
- 2014年05月31日 - InterFM presents Shimokitazawa SOUND CRUISING 2014
- 2014年06月14日 - DUM-DUM PARTY2014
- 2014年10月04日 - 根子フェス2014 + DOMMUNE
- 2016年09月26日 - MUSIC CITY 天神

### 番組
- 牧野富太郎の大冒険〜天空の花園と神秘の森 愛と情熱！植物探求の旅を追体験！（NHK BSプレミアム、2023年9月23日）[8][9]
- エアレボリューション（YouTube、2025年1月20日）

### 映画
- キリエのうた（東映、2023年10月13日）- 御手洗礼 役[10]